# Tim Federowicz
Timothy Joseph Federowicz (né le 5 août 1987 à Erie, Pennsylvanie, États-Unis) est un receveur de la Ligue majeure de baseball.

## Carrière
Tim Federowicz est repêché en septième ronde par les Red Sox de Boston en 2008 alors qu'il joue à l'Université de Caroline du Nord à Chapel Hill.
Le 31 juillet 2011, Federowicz, qui évolue alors en ligues mineures, est transféré aux Dodgers de Los Angeles dans un échange à trois équipes impliquant aussi les Red Sox et les Mariners de Seattle. Le lanceur Érik Bédard est un des joueurs qui change de camp lors de cette transaction.
Federowicz dispute sa première partie dans le baseball majeur pour les Dodgers le 11 septembre 2011. Il réussit son premier coup sûr au plus haut niveau le 15 septembre suivant contre le lanceur Ross Ohlendorf des Pirates de Pittsburgh. 
Il ne dispute que 3 matchs pour Los Angeles en 2012. Comme réserviste au poste de receveur en 2013, il apparaît dans 56 rencontres des Dodgers, frappant pour ,231 de moyenne au bâton avec 4 circuits et 16 points produits. Il claque son premier circuit dans les majeures le 4 juin 2013 aux dépens du lanceur Clayton Richard des Padres de San Diego.
Le 18 décembre 2014, Federowicz est échangé aux Padres de San Diego avec le voltigeur étoile Matt Kemp, en retour du receveur Yasmani Grandal et des lanceurs droitiers Joe Wieland et Zach Eflin.
En 2016, il apparaît dans 17 matchs de saison régulière des Cubs de Chicago.
Il est chez les Giants de San Francisco en 2017.